# Roth (Familienname)
Roth ist ein deutscher Familienname.

## Herkunft und Bedeutung
Roth kann ein Übername zur Farbe Rot sein und sich auf einen rothaarigen Menschen beziehen. Ebenso kommt ein Herkunftsname zum häufigen Ortsnamen Roth in Betracht. Die dritte Möglichkeit ist ein Wohnstättenname für eine Person, die auf einem gerodeten Grundstück gelebt hat (mittelniederdeutsch rot für ‚Rodung‘).
Für die Bedeutung „rothaarig“ gibt es Entsprechungen in anderen Sprachen, z. B. im Italienischen Rossi (zu italienisch rosso ‚rot‘).

## Namensträger

### A
- Abraham Roth (1823–1880), Schweizer Journalist und Schriftsteller
- Adolf Roth (* 1937), deutscher Volkswirt und Politiker (CDU)
- Albert Roth (1893–1952), deutscher Politiker (NSDAP), MdR
- Albert Roth-de Markus (1861–1927), Schweizer Musiker, Komponist, Erfinder, Schriftsteller, Verleger, Filmregisseur und Unternehmer
- Albrecht Wilhelm Roth (1757–1834), deutscher Arzt und Botaniker
- Alexander Roth (* 1975), deutscher Journalist
- Alfred Roth (Politiker) (1879–1948), deutscher Politiker und Publizist
- Alfred Roth (Schriftsteller) (1882–1950), deutscher Schriftsteller und Prediger
- Alfred Roth (Architekt) (1903–1998), Schweizer Architekt, Designer und Publizist
- Alfred G. Roth (Alfred Guido Roth; 1913–2007), Schweizer Unternehmer und Kunstsammler
- Alice Roth (1905–1977), Schweizer Mathematikerin
- Alvin E. Roth (* 1951), US-amerikanischer Ökonom
- Andrea Roth (Politikerin) (* 1953), deutsche Politikerin (Die Linke), MdL Sachsen
- Andrea Roth (Schauspielerin) (* 1967), kanadische Schauspielerin
- Andreas Roth (Maler) (1872–1949), deutsch-amerikanischer Maler
- Andreas Roth (Fußballspieler, 1956) (* 1956), deutscher Fußballspieler
- Andreas Roth (Jurist) (* 1956), deutscher Jurist und Hochschullehrer
- Andreas Roth (Richter) (* 1957), deutscher Jurist und Richter
- Andreas Roth (Fußballspieler, 1964) (* 1964), österreichischer Fußballspieler
- Andreas Roth (Leichtathlet) (* 1993), norwegischer Mittelstreckenläufer
- Anja Roth (* 1979), deutsche Fernsehmoderatorin
- Ann Roth (* 1931), US-amerikanische Kostümbildnerin
- Anne Roth, deutsche Bloggerin und Aktivistin
- Anne Roth (Künstlerin) (1962–2018), deutsche Künstlerin und Bildhauerin
- Anny Roth-Dalbert (1900–2004), Schweizer Komponistin, Dirigentin und Pianistin
- Anton Roth (1912–1942), österreichischer Hilfsarbeiter und Widerstandskämpfer gegen das NS-Regime
- Arnold Roth (Diplomat) (1836–1904), Schweizer Diplomat und Politiker
- Arnold Roth (Ingenieur) (1890–1970), Schweizer Elektrotechniker
- Arnold Roth (Cartoonist) (* 1929), amerikanischer Cartoonist
- Arnold Roth (Musiker) (* 1953), amerikanischer Dirigent und Komponist
- Asher Roth (* 1985), US-amerikanischer Musiker
- August Roth (Forstmann) (1823–1889), deutscher Forstmann
- August Roth (Klavierbauer), deutscher Klavierbauer und Unternehmer
- August Roth (Maler) (1864–1952), österreichischer Maler
- August Roth (Politiker) (1894–1954), Schweizer Politiker

### B
- Barbara Roth (* 1956), Schweizer Politikerin (SP) und Richterin
- Beate Roth (* 1960), deutsche Richterin
- Benjamin Roth (* 2002), Schweizer Fußballspieler
- Benno Roth (1903–1983), österreichischer Pädagoge und Kirchenhistoriker
- Bernhard Roth (1928–2014), Schweizer Unternehmensgründer
- Bernhard Wilhelm Roth (* 1970), deutscher Physiker
- Bertrand Roth (1855–1938), Schweizer Komponist und Pianist
- Birgit Roth (* 1968), deutsche Medienwissenschaftlerin und Politikerin (SPD)
- Bobby Roth (* 1950), US-amerikanischer Regisseur
- Brigitte Aloise Roth (1951–2018), österreichische Performancekünstlerin, Pädagogin, Feministin und Umweltaktivistin
- Bruce D. Roth (* 1952), US-amerikanischer Chemiker
- Bruno Roth (Radsportler, 1911) (1911–1998), deutscher Radrennfahrer
- Bruno Roth (Radsportler, 1949) (* 1949), Schweizer Radrennfahrer

### C
- Carl Roth (Industrieller) (1846–1929), deutscher Industrieller
- Carl von Roth (1867–1930), österreichischer Industrieller
- Carl Roth (Bibliothekar) (1880–1940), Schweizer Historiker, Bibliothekar und Denkmalpfleger
- Carl Roth (Politiker) (1884–1967), deutscher Politiker (SPD)
- Carl Roth-Freiermuth (1875–1943), Schweizer Politiker (BV)
- Carmen Roth (* 1979), deutsche Fußballspielerin
- Carsten Roth (* 1958), deutscher Architekt und Hochschullehrer
- Cecil Roth (1899–1970), britischer Historiker
- Cecilia Roth (* 1958), argentinische Schauspielerin
- Celso Roth (* 1957), brasilianischer Fußballspieler und -trainer
- Christian Roth (Politiker) (1873–1934), deutscher Verwaltungsjurist und Politiker (DNVP, NF, NSDAP), MdR
- Christian Theodor Roth (1766–1848), deutscher Pädagoge und Fachautor
- Christina Bachmann-Roth (* 1983), Schweizer Unternehmerin und Politikerin (Die Mitte, vormals CVP)
- Christoph Melchior Roth (1720–1798), deutscher Kupferstecher, Kunsthändler und Verleger
- Christoph Roth (1840–1907), deutscher Bildhauer
- Christopher Roth (Filmeditor), Filmeditor
- Christopher Roth (Regisseur) (* 1964), deutscher Regisseur und Filmeditor
- Christopher Roth (Radsportler) (* 1990), deutscher Radrennfahrer
- Claudia Roth (* 1955), deutsche Politikerin (Bündnis 90/Die Grünen)
- Claudia Roth (Malerin) (* 1955), Schweizer Malerin
- Claudia Roth Pierpont, US-amerikanische Journalistin
- Colette Roth-Brand (* 1967), Schweizer Freestyle-Skifahrerin
- Cornelius Roth (* 1968), deutscher Geistlicher, Theologe und Hochschullehrer

### D
- Dagmar Roth-Behrendt (* 1953), deutsche Politikerin (SPD)
- Daniel Roth (Schriftsteller) (1801–1859), siebenbürgischer Schriftsteller
- Daniel Roth (Organist) (* 1942), französischer Organist und Komponist
- Daniel Roth (Künstler) (* 1969), deutscher Künstler
- Daniel Roth (Akkordeonist) (* 1997), deutscher Akkordeonist
- Daniel Roth (Schauspieler), deutscher Schauspieler
- David Roth (Zauberkünstler) (1952–2021), US-amerikanischer Zauberkünstler
- David Roth (Sänger) (* um 1960), US-amerikanischer Singer-Songwriter
- David Roth (Politiker) (* 1985), Schweizer Politiker (SP)
- David Christopher Roth (* 1993), österreichisch-deutscher Schauspieler
- David Lee Roth (* 1954), US-amerikanischer Rocksänger
- Denise Roth (* 1988), deutsche Eisschnellläuferin
- Detlef Roth (Lehrer) (* 1966), Schweizer Lehrer und Herausgeber
- Detlef Roth (* 1970), deutscher Sänger (Bariton und Bass)
- Dieter Roth (Karl-Dietrich Roth; 1930–1998), Schweizer Künstler
- Dieter Roth (Politikwissenschaftler) (* 1938), deutscher Politik- und Sozialwissenschaftler
- Dieter Roth (Boxer) (* 1983), deutscher Boxer
- Dieter T. Roth (* 1975), deutsch-amerikanischer Theologe und Hochschullehrer
- Diethardt Roth (* 1941), deutscher Bischof der Selbständigen Evangelisch-Lutherischen Kirche
- Dietmar Roth (* 1963), deutscher Fußballspieler
- Donna Arkoff Roth (* 1951), US-amerikanische Filmproduzentin
- Dorothee Roth (* 1955), deutsche Sprecherin, Sprachtrainerin und Schauspielerin
- Doug Roth (* 1967), US-amerikanischer Basketballspieler

### E
- Ed Roth (1932–2001), US-amerikanischer Künstler
- Edgar Roth (1920/1921–2012), deutscher Fußballfunktionär
- Egon Roth (* 1980), deutscher Boxer
- Eli Roth (* 1972), US-amerikanischer Regisseur und Schauspieler
- Elisabeth Roth (1920–2010), deutsche Volkskundlerin
- Emery Roth (Imre Róth; 1871–1948), US-amerikanischer Architekt
- Emil Roth (Verleger, 1815) (1815–1876), deutscher Verleger
- Emil Roth (Verleger, 1853) (1853–1897), deutscher Bibliothekar und Verleger
- Emil Roth (Kunsthistoriker) (1866–nach 1915), österreichischer Jurist und Kunsthistoriker
- Emil Roth (Politiker) (1867–1939), deutscher Fabrikant und Politiker (DDP)
- Emil Roth (NS-Opfer) (1881–1942), deutsches NS-Opfer
- Emil Roth (Architekt) (1893–1980), Schweizer Architekt
- Emil Albert Roth (1893–1952), deutscher Politiker (NSDAP), siehe Albert Roth
- Emma Roth (* 2005), deutsche Filmschauspielerin und Kinderdarstellerin
- Emmy Roth (1885–1942), deutsche Silberschmiedin
- Eric Roth (* 1945), US-amerikanischer Drehbuchautor
- Erich Roth (SS-Mitglied) (1910–1947), deutscher Polizist und SS-Sturmbannführer
- Erich Roth (Theologe) (1917–1956), deutscher evangelischer Theologe
- Erik Roth (1889–1986), schwedischer Germanist
- Erna Roth-Oberth (1922–2012), siebenbürgisch-deutsche Juristin
- Ernie Roth (1929–1983), US-amerikanischer Wrestlingmanager
- Ernst Roth (Bibliothekar) (1857–1918), deutscher Bibliothekar und Botaniker
- Ernst Roth, eigentlicher Name von Ernst Sattler (Schauspieler) (1887–1974), deutscher Schauspieler
- Ernst Roth (Musikverleger) (1896–1971), österreichischer Jurist und Musikverleger
- Ernst Roth (Politiker, 1901) (1901–1951), deutscher Politiker (SPS, SPD)
- Ernst Roth (Politiker, 1906) (1906–1955), deutscher Politiker (GB/BHE)
- Ernst Roth (Rabbiner) (1908–1991), Landesrabbiner von Hessen
- Ernst-August Roth (1898–1975), deutscher General und Pilot
- Ernst-Ewald Roth (* 1953), deutscher Politiker
- Ernst Gottlob Roth (1797–nach 1861), Superintendent Lübben und Konsistorialrat in Köslin
- Ernst Moritz Roth (1902–1945), deutscher Priester und Künstler
- Erwin Roth (1926–1998), deutsch-österreichischer Psychologe
- Esther Roth (Malerin) (* 1943), Schweizer Malerin
- Esther Roth (Komponistin) (* 1953), Schweizer Kontrabassistin und Komponistin
- Esther Roth-Shachamorov (* 1952), israelische Leichtathletin
- Eugen Roth (Politiker, 1833) (1833–1909), deutscher Landrat und Abgeordneter
- Eugen Roth (Dichter) (1895–1976), deutscher Lyriker
- Eugen Roth (Künstler) (1925–2011), deutscher Bildhauer und Maler
- Eugen Roth (Philosoph) (* 1941), Schweizer Philosoph und Autor
- Eugen Roth (Politiker) (* 1957), deutscher Politiker (SPD)
- Eugen Roth (Manager), Geschäftsführer der Gady GmbH, ehemaliger Geschäftsführer der Raiffeisenbank Leibnitz eGen
- Eugen Roth-Leuthert (1898–1965), österreichischer Maler und Grafiker
- Eugen Albert Roth (1833–1909), deutscher Landrat, Mitglied des Provinziallandtages der Provinz Hessen-Nassau
- Eva Roth (Casting Director) (* 1960), österreichische Casting Direktorin und ehemalige Schauspielerin
- Eva Roth (Journalistin) (* 1964), deutsche Journalistin
- Eva Roth (Kanutin) (* 1967), deutsche Kanutin und Olympiateilnehmerin
- Eva Roth (Schriftstellerin) (* 1974), Schweizer Schriftstellerin
- Eva Roth (Schauspielerin), dänische Schauspielerin
- Eva Roth Heege (* 1963), Schweizer Kunsthistorikerin bzw. Mittelalter- und Neuzeitarchäologin
- Evan Roth (* 1978), US-amerikanischer Künstler
- Ewald Roth (* 1960), österreichischer Karateka und -trainer

### F
- Fabian Roth (* 1995), deutscher Badmintonspieler
- Felix Roth (* 1987), deutscher Fußballspieler
- Ferdinand Roth (Mediziner) (1908–1966), deutscher Pathologe und Hochschullehrer
- Ferdinand Wilhelm Emil Roth (1853–1924), deutscher Historiker
- François Roth (Historiker) (1936–2016), französischer Historiker
- François-Xavier Roth (* 1971), französischer Dirigent
- Frank Roth (* 1951), deutscher Physiker und Hochschullehrer
- Franz von Roth (Franz Karl von Roth; 1783–1864), österreichischer Generalmajor
- Franz Roth (Musiker) (1837–1907), österreichischer Komponist, Kapellmeister und Pianist
- Franz Roth (Fossiliensammler) (1837–1913), österreichischer Bergmann und Fossiliensammler
- Franz Roth (Architekt) (1841–1909), österreichischer Architekt
- Franz Roth (Fotograf) (1911–1943), österreichischer Fotograf und Kriegsberichterstatter
- Franz Roth (* 1946), deutscher Fußballspieler
- Franz Roth (Maler) (* 1956), Schweizer Maler
- Franz zu Erbach-Erbach und von Wartenberg-Roth (1925–2015), deutscher Adliger und Archivbesitzer
- Franz-Günter Roth (1923–1976), deutscher Brigadegeneral des Heeres der Bundeswehr
- Franz Heinrich Roth (1729–1780), deutscher Baumeister, siehe Johann Heinrich Roth
- Franz Ignaz Roth († 1757/1784), deutscher Maler, siehe Johann Christoph Fesel #Jugend und Förderung (bis 1755)
- Franz Joseph Roth (1690–1758), deutscher Stuckateur und Baumeister
- Franz Leonhard Roth (1706–1769), deutscher Politiker, Bürgermeister von Heilbronn
- Franziska Roth (Politikerin, Januar 1964) (* 1964), Schweizer Politikerin (SP), Basler Grossrätin
- Franziska Roth (Politikerin, Mai 1964) (* 1964), Schweizer Politikerin (SVP, parteilos), Aargauer Regierungsrätin
- Franziska Roth (Politikerin, 1966) (* 1966), Schweizer Politikerin (SP), Solothurner National- und Ständerätin
- Franziska Roth (Journalistin) (* 1983), deutsche Journalistin
- Frauke Roth (* 1967), deutsche Musikerin und Intendantin der Dresdner Philharmonie
- Frederick Roth (1872–1944), US-amerikanischer Bildhauer
- Fridolin Roth (1839–1920), Schweizer Politiker (Katholisch-Konservative)
- Friederike Roth (* 1948), deutsche Schriftstellerin
- Friedrich von Roth (1780–1852), deutscher Jurist und Staatsrat
- Friedrich Roth (Pfarrer) (1847–1927), deutscher katholischer Pfarrer, bischöflicher Geistlicher Rat und päpstlicher Geheimkämmerer (Prälat)
- Friedrich Roth (Historiker) (1854–1930), deutscher Historiker
- Friedrich Roth-Scholtz (1687–1736), deutscher Buchhändler und Verleger
- Friedrich Franz Roth (1835–1924), deutscher Mediziner und Krankenhausleiter
- Friedrich Wilhelm Roth (1787–1862), preußischer Generalmajor
- Friedrich Wilhelm Emil Roth (1853–1924), siehe Ferdinand Wilhelm Emil Roth
- Fritz Roth (Genealoge) (1905–1987), deutscher Genealoge
- Fritz Roth (Mediziner) (1917–2003), Schweizer Gynäkologe und Hochschullehrer
- Fritz Roth (Bildhauer) (* 1945), Schweizer Bildhauer
- Fritz Roth (Bestatter) (1949–2012), deutscher Bestatter und Trauerbegleiter
- Fritz Roth (Schauspieler) (1955–2022), deutscher Schauspieler

### G
- Gabi Roth (* 1967), deutsche Leichtathletin
- Gabriel Roth, US-amerikanischer Songwriter, Musiker, Bandleader und Musikproduzent
- Gene Roth (1903–1976), US-amerikanischer Schauspieler
- Georg Roth (Unternehmer, 1834) (1834–1903), österreichischer Rüstungsunternehmer
- Georg Roth (Botaniker) (1842–1915), deutscher Bryologe und Illustrator
- Georg Roth (Mathematiker) (1845–1913), elsässischer Mathematiker
- Georg Roth (Politiker, 1887) (1887–1980), deutscher Kaufmann und Politiker (CDP/CDU)
- Georg Roth (Unternehmer, 1898) (1898–1959), deutscher Lebensmittelhändler
- Georg Roth (Politiker, II), deutscher Soldatenrat und Politiker, MdL Bayern
- Georg Roth (Künstler, I), deutscher Künstler und Kunstlehrer
- Georg Roth (Dirigent) (1919–2008), deutscher Dirigent und Musikschriftsteller
- Georg Roth (Politiker, III), deutscher Politiker (SPD), Bürgermeister von Pfungstadt
- Georg Roth (Künstler, 1950) (* 1950), deutscher Künstler
- Georg Barthel Roth (1871–??), deutscher Jurist und Autor
- Georg Friedrich Roth (1780/1781–1852), deutscher Pfarrer
- Georg-Heinrich Roth (* 1934), deutscher Brigadegeneral
- Georg Philipp August von Roth (1783–1817), deutschbaltischer Literat und Pädagoge
- George Roth (1911–1997), US-amerikanischer Turner
- George Andries Roth (1809–1887), niederländischer Landschaftsmaler
- Gerald Roth (* 1954), deutscher Jurist
- Gerhard Roth (Politiker) (* 1933), deutscher Politiker (SPD)
- Gerhard Roth (Autor) (1942–2022), österreichischer Schriftsteller
- Gerhard Roth (Biologe) (1942–2023), deutscher Biologe und Hirnforscher
- Gilles Roth (* 1967), luxemburgischer Politiker, Mitglied der Chamber
- Gottfried Roth (Afrikaforscher) (1853–1883), Schweizer Afrikareisender, Sprachlehrer, Autor und Inspektor
- Gottfried Roth (Mediziner) (1923–2006), österreichischer Mediziner
- Gotthold Heinrich Roth (1866–1955), deutscher Lehrer, Mundartdichter und -dramatiker, Heimatforscher
- Gottlieb Roth (1869–1969), österreichischer Bergmann und Fossiliensammler
- Gregor Roth, deutscher Rechtswissenschaftler
- Günter Roth (Regisseur) (1925–2015), deutscher Opernregisseur und -intendant
- Günter Roth (General) (* 1935), deutscher Offizier und Militärhistoriker
- Günter Roth (Jurist) (* 1941), deutsch-österreichischer Rechtswissenschaftler und Hochschullehrer
- Günter Roth (Soziologe) (* 1959), deutscher Sozialwissenschaftler und Hochschullehrer
- Günter D. Roth (1931–2016), deutscher Amateurastronom und Autor
- Guenther Roth (auch Günther Roth; 1931–2019), US-amerikanischer Soziologe
- Günther Roth (* 1964), deutscher Maler
- Gunhild Roth (* 1958), deutsche Mediävistin
- Gustav Roth (Forstmeister) (1816–1884), deutscher Oberförster und Mitglied des Nassauischen Kommunallandtags
- Gustav Roth (Indologe) (1916–2008), deutscher Indologe
- Gustave Roth (1909–1982), belgischer Boxer

### H
- Hans Roth (Bauer) (Hans Roth von Rumisberg), Schweizer Bauer und Hauptfigur der Solothurner Mordnacht
- Hans Roth (Maler) (1876–1966), österreichischer Maler
- Hans Roth (Politiker, 1879) (1879–1966), Schweizer Politiker (SP)
- Hans Roth (General) (1884–1961), deutscher Generalmajor
- Hans Roth (Richter) (1886–1946), deutscher Jurist und Richter
- Hans Roth (Politiker, 1889) (1889–1969), österreichischer Politiker (CS, ÖVP)
- Hans Roth (Turner) (1890–?), deutscher Turner
- Hans Roth (Politiker, 1913) (1913–2003), Schweizer Politiker (BGB/SVP)
- Hans Roth (Unternehmer, 1916) (1916–2008), österreichischer Unternehmer
- Hans Roth (Politiker, 1923) (1923–2009), deutscher Politiker (CDU)
- Hans Roth (Judoka), deutscher Judoka
- Hans Roth (Architekt) (1934–1999), Schweizer Architekt und Theologe
- Hans Roth (Heimatpfleger) (1938–2016), deutscher Heimatpfleger
- Hans Roth (Pädagoge) (* 1943), deutscher Pädagoge und Kriegsdienstverweigerer sowie Betroffener des Radikalenerlass
- Hans Roth (Astronom) (* 1945), Schweizer Amateurastronom
- Hans Roth (Unternehmer, 1946) (* 1946), österreichischer Unternehmer
- Hans Roth-von Jecklin (1887–1971), Schweizer Gymnasiallehrer und Historiker
- Hans-Georg Roth (Fotograf) (1947–2020), deutscher Fotograf
- Hans-Georg Roth (Redenschreiber) (* 1949), deutscher Redenschreiber
- Hans-Josef Roth (1934–2006), deutscher Organist und Chorleiter
- Hans Otto Roth (1890–1953), rumäniendeutscher Politiker
- Hans Peter Roth (* 1967), Schweizer Autor, Journalist und Umweltaktivist
- Hans Rudolf Roth (ROJO; * 1942), Schweizer Fotograf und Maler
- Hansruedi Roth (* 1942), Schweizer Rennrodler
- Hans Wolfgang Roth (* 1955), deutscher Maler und Kunstlehrer
- Harald Roth (Architekt) (1910–1991), deutscher Architekt
- Harald Roth (Heimatkundler) (* 1950), deutscher Realschullehrer und Heimatkundler
- Harald Roth (Historiker) (* 1965), deutscher Historiker
- Hedwig Weilenmann-Roth (1913–2006), Schweizer Pfarrerin
- Heidi Roth (* 1984), deutsche Skispringerin
- Heike Roth (* 1968), deutsche Basketballspielerin
- Heinrich Roth (Indologe) (1620–1668), deutscher Missionar und Sanskritforscher
- Heinrich Roth (Mediziner) (1815–1885), deutscher Mediziner
- Heinrich Roth (Politiker, 1860) (1860–1942), österreichischer Politiker (CSP), Wiener Landtagsabgeordneter
- Heinrich Roth (Politiker, 1889) (1889–1955), deutscher Politiker (Zentrum), MdR
- Heinrich Roth (Offizier) (1893–1943), deutscher Generalleutnant
- Heinrich Roth (Pädagoge) (1906–1983), deutscher Pädagoge und Psychologe
- Heinrich Albert Roth (1900–1973), deutscher Agrarwissenschaftler
- Heinrich Balthasar Roth (1639–1689), deutscher Rechtswissenschaftler
- Heinrich Wilhelm Roth (1892–1971), deutscher Konstrukteur und Fabrikant
- Heinz Roth (Holocaustleugner) (1912/1913?–1978), deutscher Architekt und Holocaustleugner
- Heinz Roth (* 1931), deutscher Oberst des Ministeriums für Staatssicherheit
- Helene Roth (Künstlerin) (1887–1966), Schweizer Malerin und Graphikerin
- Helene Roth (Architektin) (1904–1995), österreichische Architektin
- Helga Roth (* 1943), deutsche Fachärztin für Chirurgie und Kinderchirurgie
- Hella Roth (* 1963), deutsche Hockeyspielerin
- Helmut Roth (Prähistoriker) (1941–2003), deutscher Prähistoriker
- Helmut Roth (Fußballspieler) (* 1950), deutscher Fußballspieler
- Hennes Roth  (* 1950), deutscher Fotograf
- Henry Roth (1906–1995), US-amerikanischer Schriftsteller
- Herbert Roth (1926–1983), deutscher Komponist und Musiker
- Herbert Roth (Sänger) (1928–2014), deutscher Sänger und Gesangspädagoge
- Herbert Roth (Rechtswissenschaftler) (* 1951), deutscher Rechtswissenschaftler und Hochschullehrer
- Herbert Otto Roth (1917–1994), österreichisch-neuseeländischer Historiker und Bibliothekar
- Hermann Roth (Bildhauer) (1856–1928), Schweizer Bildhauer
- Hermann Roth (Schriftsteller, 1865) (1865–1950), deutscher Schriftsteller und Publizist
- Hermann Roth (Musikwissenschaftler) (1882–1938), deutscher Musikwissenschaftler
- Hermann Roth (Schriftsteller, 1904) (1904–1986), Schweizer Dichter und Architekt
- Hermann Roth (Archäologe) (1909–nach 1984), deutscher Archäologe und Heimatforscher
- Hermann Roth (Fußballspieler) (* 1925), deutscher Fußballtorhüter
- Hermann Roth (Historiker) (* um 1931), deutscher Wirtschaftshistoriker
- Hermann Roth (Rennfahrer) (* 1957), Schweizer Automobilrennfahrer
- Hermann J. Roth (Hermann Josef Roth; 1929–2024), deutscher Pharmazeut, Hochschullehrer und Maler
- Hermann Josef Roth (* 1938), deutscher Kulturhistoriker und Denkmalpfleger
- Hieronymus Roth (Politiker, 1606) (1606–1678), deutscher Politiker und Richter
- Hieronymus Roth (Politiker, 1826) (1826–1897), österreichischer Politiker und Anwalt
- Hilde Roth (Schriftstellerin) (1916–1970), deutsche Schriftstellerin
- Hilde Roth (1925–2022), deutsche Schneiderin und Designerin
- Horst Roth (1954–2014), deutscher Journalist

### I
- Ignaz Roth (1894–1972), deutscher Politiker (SPD)
- Iwan Roth (* 1942), Schweizer Saxophonist und Hochschullehrer

### J
- Jakob Alois Roth (1798–1863), Schweizer Botaniker
- Jan Roth (Kameramann) (1899–1972), tschechoslowakischer Kameramann
- Jan Roth (Musiker) (* 1977), deutscher Musiker
- Jana Julia Roth (* 1990), deutsche Schauspielerin
- Jean Roth (Radsportler) (1924–2019), Schweizer Radrennfahrer
- Jean-François Roth (* 1952), Schweizer Politiker (CVP)
- Jean-Pierre Roth (* 1946), Schweizer Ökonom und Bankmanager
- Jenni Roth (* 1979), deutsche Journalistin
- Jens Roth (Schauspieler) (* 1964), deutscher Schauspieler, Regisseur und Autor
- Jens Roth (Triathlet) (* 1988), deutscher Schwimmer und Triathlet
- Jesse Roth (* 1934), US-amerikanischer Endokrinologe
- Joan Roth (* 1942), US-amerikanische Fotografin
- Joe Roth (* 1948), US-amerikanischer Filmregisseur, Filmproduzent und Manager
- Joel Roth (* 1999), Schweizer Mountainbiker
- Jörg Roth (* 1978), deutscher Sänger siehe Alea der Bescheidene
- Johann IV. Roth (1426–1506), Bischof von Lavant und Fürstbischof von Breslau
- Johann Roth (1812–1870), Schweizer Politiker, Landammann Appenzell Ausserrhoden, siehe Johannes Roth (Politiker, 1812)
- Johann Roth (Politiker, 1878) (1878–1946), deutscher Politiker (SPD), MdL Baden
- Johann Ferdinand Roth (1748–1814), deutscher Pfarrer und Historiker
- Johann Friedrich Roth (1863–1943), deutscher Politiker (DDP), MdL Sachsen
- Johann Georg Roth (1597–1671), deutscher Jurist, Gesandter bei den Westfälischen Friedensverhandlungen sowie beim Nürnberger Exekutionstag
- Johann Heinrich Roth (1729–1780), deutscher Baumeister
- Johann Jakob Roth (1760–1826), deutscher Landwirt und Politiker
- Johann Martin Roth (Glockengießer) (um 1720–1798), deutscher Glockengießer
- Johann Martin Roth (1858–1937), deutscher Lehrer und Imker
- Johann Philipp Roth (1754–1818), deutschbaltischer Literat und Pädagoge
- Johann Richard von Roth (1749–1813), deutscher Jurist, Politiker und Hochschullehrer
- Johann Wenzel Roth (1750–1802), österreichischer Herausgeber
- Johanna Roth, deutsche Soundeditorin, Sounddesignerin, Foley Artist
- Johannes Roth (Politiker, I), deutscher Politiker, MdL Sachsen-Weimar-Eisenach
- Johannes Roth (Politiker, 1812) (1812–1870), Schweizer Politiker, Landammann Appenzell Ausserrhoden
- Johannes Roth (Zoologe) (1815–1858), deutscher Zoologe und Forschungsreisender
- Johannes Roth (Märtyrer) (1881–1938), russlanddeutscher Geistlicher und Märtyrer

- Johannes Roth (Schauspieler) (1891–??), österreichisch-ungarischer Schauspieler
- Johannes Roth (Mediziner), deutscher Immunologe und Hochschullehrer
- Johannes Matthias Roth (* 1967), deutscher Pfarrer und Liedermacher
- John Roth (* 1942), deutscher Unternehmer
- Jonathan Roth (1873–1924), deutscher Jurist und Politiker, MdR
- Josef Roth (Musiker) (auch Joseph Roth; 1822/1823–1893), deutscher Fagottist, Violinist und Instrumentalpädagoge
- Josef Roth (Verleger) (1853/1854–1924), deutscher Verleger
- Josef Roth (Präparator) (1877–1944), österreichischer Präparator und Ornithologe
- Josef Roth (Fussballspieler) (* 1959), Schweizer Fußballspieler
- Josef Roth von Limanowa-Łapanów (1859–1927), österreichisch-ungarischer Generaloberst
- Joseph von Roth († 1772), österreichischer Feldmarschalleutnant
- Joseph Roth (1894–1939), österreichischer Schriftsteller
- Joseph Roth (Politiker) (1896–1945), deutscher Politiker (Zentrum)
- Joseph Roth (Priester) (1897–1941), deutscher Priester und Ministerialbeamter
- Joseph Gerster-Roth (1860–1937), Schweizer Fabrikant, Schriftsteller und Volkskundler
- Judith Roth (* 1966), deutsche Fußballspielerin
- Julie-Anne Roth (* 1973), französische Schauspielerin
- Jutta Roth, Pseudonym von Michael Zeller (* 1944), deutscher Schriftsteller
- Jutta Roth (Künstlerin) (* 1960), deutsche Malerin und Lyrikerin
- Jürgen Roth (Mediziner) (* 1944), deutscher Pathologe
- Jürgen Roth (Publizist) (1945–2017), deutscher Publizist
- Jürgen Roth (Politiker) (* 1963), deutscher Politiker (CDU)
- Jürgen Roth (Schriftsteller) (* 1968), deutscher Schriftsteller
- Jürgen Roth-Lebenstedt (* 1962), deutscher Fußballspieler und -trainer
- Justus Roth (1818–1892), deutscher Geologe

### K
- Kajsa Roth (* 2006), schwedische Stabhochspringerin
- Karin Roth (Politikerin) (* 1949), deutsche Politikerin (SPD)
- Karin Roth (Sängerin) (* 1951), deutsche Sängerin
- Karl Roth (Germanist) (1802–1880), deutscher Germanist und Archivar
- Karl von Roth (Karl Joseph Valentin von Roth; 1818–1879), österreichischer Generalmajor
- Karl Roth (Politiker, I), deutscher Politiker (NLP), MdL Sachsen
- Karl Roth (Politiker, II), österreichischer Jurist und Politiker, MdL Böhmen
- Karl Roth (Architekt) (1875–1932), deutscher Architekt und Hochschullehrer
- Karl Roth (Landrat) (1893–1979), deutscher Landrat
- Karl Roth (Maler) (1899–1975), deutscher Maler
- Karl Roth (Medailleur) (1900–1967), deutscher Medailleur, Maler und Bildhauer
- Karl Roth (Politiker, 1902) (1902–1980), deutscher Politiker (FDP)
- Karl Roth (Politiker, 1954) (* 1954), deutscher Politiker (CSU)
- Karl Roth von Schreckenstein (1823–1894), deutscher Archivar und Historiker
- Karl Friedrich Roth (1890–1960), deutscher Maler
- Karl Heinrich Roth-Lutra (1900–1984), deutscher Anthropologe
- Karl Heinz Roth (* 1942), deutscher Historiker, Sozialforscher und Arzt
- Karl Ludwig Roth (Philologe, 1790) (Karl Ludwig von Roth; 1790–1868), deutscher Pädagoge und Philologe
- Karl Ludwig Roth (Philologe, 1811) (1811–1860), Schweizer Klassischer Philologe
- Katharina Roth (1882–1967), deutsche Politikerin (KPD)
- Katja Roth (* 1974), deutsche Juristin und Richterin
- Kenneth Roth (* 1955), US-amerikanischer Jurist und Menschenrechtsaktivist
- Klaus Roth (Volkskundler) (* 1939), deutscher Volkskundler
- Klaus Roth (Chemiker) (* 1945), deutscher Chemiker und Hochschullehrer
- Klaus Roth (Politikwissenschaftler) (* 1953), deutscher Politikwissenschaftler
- Klaus Roth (Politiker) (* 1963), deutscher Politiker (CDU)
- Klaus Roth (Sportwissenschaftler) (* 1951), deutscher Sportwissenschaftler
- Klaus Friedrich Roth (1925–2015), britischer Mathematiker
- Konrad Roth (Kaufmann) (1530–1610), deutscher Kaufmann
- Konrad Roth (Bildhauer) (1882–1958), deutscher Bildhauer
- Kurt Roth (Tiermediziner) (1875–1922), deutscher Veterinärmediziner und Fachautor
- Kurt Roth (Architekt) (1885–nach 1941), deutscher Architekt
- Kurt Roth (Maler) (1899–1975), deutscher Maler
- Kurt Roth (Diplomat) (1931–1989), deutscher Diplomat

### L
- Laurenz Max Roth (1814–1877), deutscher Theologe
- Leo Roth (1904–1960), deutscher katholischer Priester, siehe Leonhard Roth (Geistlicher)
- Leo Roth (Agent) (1911–1937), deutscher Parteifunktionär (KPD) und Agent
- Leo Roth (Maler) (1914–2002), israelischer Maler
- Leo Roth (Kantor) (1921–2004), österreichischer Sänger und Kantor
- Leo Roth (Pädagoge) (* 1935), deutscher Erziehungswissenschaftler
- Leonard Roth (1904–1968), britischer Mathematiker
- Leonhard Roth (Kirchenlieddichter) (um 1500–1541), deutscher Kirchenlieddichter
- Leonhard Roth (Jurist) (1881–1933), Verwaltungsjurist und Bezirksoberamtmann
- Leonhard Roth (Geistlicher) (1904–1960), deutscher katholischer Priester
- Lex Roth, luxemburgischer Schriftsteller, Übersetzer und Sprachkundler
- Lillian Roth (1910–1980), US-amerikanische Schauspielerin und Sängerin
- Linus Roth (* 1977), deutscher Geiger
- Lotte Roth-Wölfle (1912–2011), deutsche Antiquarin
- Louis Roth (1843–1929), österreichischer Komponist und Kapellmeister
- Louis M. Roth (1918–2003), US-amerikanischer Entomologe
- Louise Roth (Pseudonym Louise Richter; 1857–nach 1927), deutsche Schriftstellerin
- Luca Roth (* 2000), deutscher Skispringer
- Lucius Roth (1890–1950), deutscher römisch-katholischer Geistlicher, Ordensmann, Missionar und Märtyrer
- Ludwig Roth (Unternehmer) (1845–1911), deutscher Unternehmer
- Ludwig Roth (Architekt), deutscher Architekt
- Ludwig Roth (Ingenieur) (1909–1967), deutsch-amerikanischer Ingenieur
- Ludwig Roth (Leichtathlet), deutscher Leichtathlet und Bergläufer
- Ludwig Roth von Schreckenstein (1789–1858), deutscher General und Politiker
- Ludwig Max Roth (1858–1952), deutscher Maler
- Lukas Roth (* 1965), deutscher Fotograf

### M
- Maaria Roth (* 1997), finnische Fußballspielerin
- Manfred Roth (* 1950), deutscher Regisseur und Schauspieler
- Manfred Roth (Unternehmer), deutscher Unternehmer
- Marcus Roth (* 1968), deutscher Psychologe und Hochschullehrer
- Margarete Henning-Roth (1899–nach 1959), deutsche Schauspielerin
- Maria Luise Roth-Höppner (* 1930), rumäniendeutsche Astronomin, Buchverlegerin und Zeitzeugin
- Maria Roth-Bernasconi (* 1955), Schweizer Politikerin, siehe Maria Bernasconi
- Marianne Roth (Künstlerin, 1931) (1931–2004), deutsche Malerin
- Marianne Roth (* 1961), österreichische Rechtswissenschaftlerin
- Marianne Roth (Künstlerin, 1962) (* 1962), belgische Illustratorin
- Marie-France Roth Pasquier (* 1968), Schweizer Politikerin (CVP)
- Marie-Louise Roth (1926–2014), französisch-deutsche Literaturwissenschaftlerin
- Mario Roth (* 1963), deutscher Fußballspieler
- Martha T. Roth (* 1952), US-amerikanische Altorientalistin
- Markus Roth (Politiker) (1911–1996), Schweizer Politiker (FDP)
- Markus Roth (Orgelbauer), deutscher Orgelbaumeister
- Markus Roth (Physiker) (* 1965), deutscher Physiker
- Markus Roth (Jurist) (* 1968), deutscher Rechtswissenschaftler
- Markus Roth (Musikwissenschaftler) (* 1968), deutscher Musikwissenschaftler, Komponist und Hochschullehrer
- Markus Roth (Historiker) (* 1972), deutscher Historiker
- Martin Roth (Kantor) (um 1580–1610), deutscher Kantor und Komponist
- Martin Roth (SS-Mitglied) (1914–2003), deutscher SS-Hauptscharführer
- Martin Roth (Mediziner) (1917–2006), britischer Psychiater
- Martin Roth (Kulturwissenschaftler) (1955–2017), deutscher Kulturwissenschaftler und Museumsdirektor
- Martin Roth (Astrophysiker) (* 1957), deutscher Astrophysiker
- Martin Roth (Musiker), deutscher DJ und Komponist
- Martin Roth (Japanologe) (* 1983), deutscher Japanologe und Übersetzer
- Martina Roth (* 1960), deutsche Schauspielerin und Sängerin
- Martina Rost-Roth (* 1956), deutsche Germanistin
- Marty Roth (* 1958), kanadischer Automobilrennfahrer
- Mary Mercury Roth (1926–2020), US-amerikanische Chemikerin und Hochschullehrerin
- Matt Roth (Schauspieler) (* 1964), US-amerikanischer Schauspieler
- Matt Roth (Footballspieler) (* 1982), US-amerikanischer American-Football-Spieler
- Matthew Roth (* 2004), Fußballspieler der Amerikanischen Jungferninseln
- Matthias Roth (* 1979), Schweizer Musiker
- Max Roth (Glasmaler), ungarischer Glasmaler
- Max Roth (Verleger) (1900–1968), Schweizer Verleger
- Max Roth (Fotograf) (1923–2011), Schweizer Fotograf
- Max Roth (Komponist) (* 1934), deutscher Komponist
- Max Roth (Bildhauer) (* 1954), Schweizer Bildhauer
- Max F. Roth (1900–1972), Schweizer Ingenieur und Unternehmer
- Maximilian Roth (1899–1945), deutscher Widerstandskämpfer
- Mechthild Roth (* 1956), deutsche Biologin
- Michael Roth (Kybernetiker) (1936–2019), deutscher Ingenieur und Hochschullehrer
- Michael Roth (Kunsthistoriker) (* 1957), deutscher Kunsthistoriker
- Michael Roth (Handballspieler) (* 1962), deutscher Handballspieler
- Michael Roth (Theologe) (* 1968), deutscher Theologe
- Michael Roth (Politiker) (* 1970), deutscher Politiker (SPD)
- Michael Roth (Musiker) (* 1971), deutscher Musiker
- Michael Roth (Eisschnellläufer) (* 1999), deutscher Eisschnellläufer
- Michael A. Roth (* 1935), deutscher Unternehmer und Fußballfunktionär
- Michael S. Roth (* 1957), US-amerikanischer Wissenschaftsmanager
- Michel Roth (Koch) (* 1959), französischer Koch
- Michel Roth (Freestyle-Skier), Schweizer Freestyle-Skier und Trainer
- Michel Roth (Komponist) (* 1976), Schweizer Komponist und Musikforscher
- Miriam Roth (1910–2005), israelische Pädagogin
- Moira Roth (1933–2021), US-amerikanische Kunsthistorikerin und Kunstkritikerin
- Monika Roth (* 1951), Schweizer Juristin
- Moran Roth (* 1982), israelischer Basketballspieler
- Moritz Roth (1839–1914), Schweizer Pathologe
- Moshik Roth (* 1972), israelischer Koch
- Muriel Roth (* 1982), Schweizer Schauspielerin

### N
- Nicolas Roth (* 1990), deutscher Fußballspieler
- Nicole Roth (* 1995), deutsche Handballspielerin
- Nikolaus Roth (1957–2017), deutscher Politiker
- Nina Roth (* 1988), US-amerikanische Curlerin
- Noé Roth (* 2000), Schweizer Freestyle-Skier
- Norbertine Bresslern-Roth (1891–1978), österreichische Malerin

### O
- Oliver Roth (Fußballspieler) (* 1968), deutscher Fußballspieler
- Oliver Roth (Musiker) (* 1977), Schweizer Jazzmusiker
- Oliver Roth (Badminton) (* 1986), deutscher Badmintonspieler
- Oliver Roth (Künstler) (* 1987), Schweizer Performancekünstler und Journalist
- Oscar Roth (1910–1981), US-amerikanischer Offizier
- Oskar Roth (1933–2019), deutscher Basketball- und Handballspieler
- Otto Roth (Mediziner, 1843) (1843–1879), deutscher Arzt und Autor
- Otto Roth (Verleger) (1849–1932), deutscher Verleger
- Otto Roth (Mediziner, 1853) (1853–1927), Schweizer Bakteriologe und Hygieniker
- Otto Roth (Mediziner, 1863) (1863–1944), deutscher Chirurg
- Otto Roth (Unternehmer), deutscher Unternehmensgründer, siehe The Gillette Company #Geschichte
- Otto Roth (Schriftsteller) (1879–1948), deutscher Schriftsteller und Publizist
- Otto Roth (Volkskommissar), rumäniendeutscher Politiker (Sozialdemokratische Partei), Volkskommissar der Banater Republik
- Otto Roth (Mediziner, 1884) (1884–1972), Schweizer Internist und Hochschullehrer
- Otto Roth (Politiker) (1900–1932), deutscher Lehrer, Standartenführer und Politiker (NSDAP), MdL Bayern
- Otto Roth (Architekt) (1904–1994), deutscher Architekt
- Otto Roth (Widerstandskämpfer) (1905–1969), deutscher Widerstandskämpfer
- Otto Aberegg-Roth (1867–1938), Schweizer Wirtschaftsmanager

### P
- Patrick Roth (* 1953), deutscher Schriftsteller
- Paul von Roth (1820–1892), deutscher Rechtswissenschaftler
- Paul Roth (Medienwissenschaftler) (1885–1964), deutscher Zeitungswissenschaftler
- Paul Roth (Historiker) (1896–1961), Schweizer Historiker
- Paul Roth (Politikwissenschaftler) (1925–2006), deutscher Politikwissenschaftler
- Paul Roth (Ingenieur) (1938–2017), deutscher Ingenieur und Hochschullehrer
- Paul Edwin Roth (1918–1985), deutscher Schauspieler und Synchronsprecher
- Paul Otto Roth (1901–1985), Schweizer Bildhauer
- Paul Ottokar Roth (1865–1932), deutscher Forstwissenschaftler und höherer sächsischer Staatsbeamter
- Paul Werner Roth (1941–2001), österreichischer Historiker
- Paula Roth (1918–1988), Schweizer Wirtin
- Per Roth (1914–2008), norwegischer KZ-Häftling und Gerechter unter den Völkern
- Peter Roth (Mathematiker) († 1617), deutscher Rechenmeister
- Peter Roth (Widerstandskämpfer) (1900–1943), deutscher Widerstandskämpfer
- Peter Roth (Fußballspieler), deutscher Fußballspieler
- Peter Roth (Musiker) (* 1944), Schweizer Musiker und Komponist
- Peter Roth (* 1961), deutscher Skirennläufer und Trainer
- Peter Roth-Ehrang (1925–1966), deutscher Opernsänger (Bariton) und Schauspieler
- Petra Roth (* 1944), deutsche Politikerin (CDU)
- Philip Roth (1933–2018), US-amerikanischer Schriftsteller
- Philipp Roth (Politiker) (1899–1971), deutscher Politiker (KPD) und Widerstandskämpfer, MdL Preußen
- Philipp Roth (Drehbuchautor) (* 1972), deutscher Drehbuchautor
- Philipp Roth (Komponist) (* 1991), deutscher Komponist
- Philippina Roth (1898–1961), deutsche Widerstandskämpferin
- Phillip J. Roth (* 1959), US-amerikanischer Filmproduzent, Drehbuchautor und Filmregisseur

### Q
- Quirin Roth (1943–2020), deutscher Bildhauer

### R
- Rachel Roth (* 1982), US-amerikanische Schauspielerin
- Rafael Roth (1933–2013), deutscher Unternehmer
- Rainer Roth (Sozialwissenschaftler) (* 1944), deutscher Soziologe und Hochschullehrer
- Rainer A. Roth (* 1942), deutscher Politikwissenschaftler
- Rainer Heinrich Maria Roth (1932–1999), deutscher Meteorologe
- Ralf Roth (Historiker) (* 1957), deutscher Historiker und Hochschullehrer
- Ralf Roth (Sportwissenschaftler) (* 1963), deutscher Sportwissenschaftler und Hochschullehrer
- Ramona Roth (* 1977), deutsche Skilangläuferin
- Reinhold Roth (Politiker) (1900–1985), deutscher Politiker (NSDAP)
- Reinhold Roth (Rennfahrer) (1953–2021), deutscher Motorradrennfahrer
- Richard Roth (Schriftsteller) (1835–1915), deutscher Schriftsteller
- Richard Roth (Grafikdesigner) (1907–2003), deutscher Grafikdesigner und Plakatkünstler
- Richard Roth (Filmproduzent), Filmproduzent
- Richard Roth (Schwimmer) (* 1947), US-amerikanischer Schwimmer
- Richard Roth (Journalist) (* 1955), US-amerikanischer Journalist
- Richard Rothe-Roth (1898–1972), deutscher Konteradmiral
- Richard A. Roth (1940–2017), US-amerikanischer Filmproduzent
- Robert Roth (Offizier) (1813–1885), nassauischer General
- Robert Roth (Politiker) (1891–1975), deutscher Politiker (NSDAP), MdR
- Robert Roth (Ringer) (1898–1959), Schweizer Ringer
- Robert Roth (Schriftsteller) (1919–1986), Schweizer Schriftsteller
- Robert J. Roth (* 1950), US-amerikanischer Regisseur
- Robert Roth (Unternehmer) (* 1950), Schweizer Sozialunternehmer
- Robert Roth (Jurist) (* 1952), Schweizer Jurist und Strafrechtsprofessor
- Robert Roth (Diakon) (* 1963), Krankenhausseelsorger in Freiburg im Breisgau
- Robert Roth (Physiker) (* 1972), deutscher Kernphysiker und Hochschullehrer
- Roland Roth (* 1949), deutscher Politikwissenschaftler und Bürgerrechtler
- Rolf Roth (Maler) (Pseudonym Lucifer; 1888–1985), Schweizer Karikaturist, Maler und Schriftsteller
- Rolf Roth (Politiker), Samtgemeindebürgermeister der Samtgemeinde Elbmarsch
- Roman Roth (Mathematiker) (1887–1988), deutscher Mathematiker und Hochschullehrer
- Roman Roth (* 1980), deutscher Schauspieler
- Rose Renée Roth (1902–1990), österreichische Schauspielerin
- Rosely Roth (1959–1990), brasilianische Aktivistin für die Rechte lesbischer Frauen
- Roswith Roth (* 1944), österreichische Gesundheitspsychologin, psychologische Geschlechterforscherin und Hochschullehrerin
- Rudi Roth (Squashspieler) (1933–2016), israelisch-australischer Squashspieler
- Rudolf von Roth (Walter Rudolph Roth; 1821–1895), deutscher Indologe und Religionswissenschaftler
- Rudolf Roth (Bildhauer) (1902–1985), schweizerischer Bildhauer
- Rudolf Roth (Unternehmer) (1923–2013), schweizerischer Bauunternehmer
- Rudolf Roth (Fußballspieler) (* 1948), österreichischer Fußballspieler und -funktionär
- Rudolf Roth (Musiker) (Rudi Roth; * 1951), deutscher Jazzmusiker
- Rupert Roth (1903–1978), österreichischer Politiker (ÖVP)
- Ryan Roth (* 1983), kanadischer Radrennfahrer

### S
- Samuel Roth (1893–1974), US-amerikanischer Verleger und Schriftsteller
- Santiago Roth (1850–1924), schweizerisch-argentinischer Paläontologe
- Sebastian Roth, Geburtsname von Sin with Sebastian, deutscher Musiker
- Sebastian Roth (Mediziner) (1491–1555), deutscher Mediziner und Hochschullehrer
- Sebastian Roth (Handballspieler) (* 1985), deutscher Handballspieler
- Sébastien Roth (* 1978), Schweizer Fußballspieler
- Siegfried Roth (* 1928), deutscher Berufsschullehrer und Politiker (NDPD), MdV
- Sigrid Roth (geb. Sigrid Ingeborg Uebel; 1928–2017), deutsche Schauspielerin und Schriftstellerin
- Sissy Roth-Halvax (1946–2009), österreichische Politikerin (ÖVP)

- Stefan Roth (Politiker, 1960) (* 1960), Schweizer Politiker (CVP)
- Stefan Roth (Politiker, 1987) (* 1987), deutscher Politiker (BSW)

- Stefan Roth (Ökonom), deutscher Ökonom und Hochschullehrer
- Steffen Roth (Wirtschaftswissenschaftler) (* 1976), deutscher Sozial- und Wirtschaftswissenschaftler
- Steffen Roth (Musiker) (* 1989), deutscher Schlagzeuger und Komponist
- Stephan Roth (Ratsherr) (1492–1546), deutscher Stadtschreiber und Politiker
- Stephan Roth (Mediziner, 1945) (* 1945), deutscher Onkologe
- Stephan Roth (Mediziner, 1957) (* 1957), deutscher Urologe und Autor
- Stephan Ludwig Roth (1796–1849), siebenbürgischer Schriftsteller, Schulreformer und Politiker
- Susan L. Roth (* 1944), US-amerikanische Illustratorin
- Susanna Roth (1950–1997), Schweizer Slawistin und Übersetzerin

### T
- Thaddäus Maria Roth (1898–1952), deutscher Ordensgeistlicher und Künstler
- Theres Roth-Hunkeler (* 1953), Schweizer Schriftstellerin und Journalistin
- Thomas Roth (Journalist, 1951) (* 1951), deutscher Fernsehjournalist
- Thomas Roth (Politiker) (* 1960), deutscher Politiker (FDP)
- Thomas Roth (Filmemacher) (* 1965), österreichischer Regisseur und Autor
- Thomas Roth (Journalist, 1974) (* 1974), deutscher Zeitungsjournalist
- Thomas Roth (Leichtathlet) (* 1991), norwegischer Leichtathlet
- Thomas Roth-Berghofer (* 1967), deutscher Informatiker, Hochschullehrer und Schriftsteller
- Tim Roth (* 1961), britischer Schauspieler
- Tim Roth (Musiker) (* 1985), deutsch-britischer Jazzmusiker
- Tim Otto Roth (* 1974), deutscher Installationskünstler
- Tim Roth (Ruderer), Schweizer Ruderer
- Tobias Roth (* 1985), deutscher Schriftsteller und Kulturjournalist
- Toby Roth (* 1938), US-amerikanischer Politiker
- Toni Roth (1899–1971), deutscher Maler, Denkmalpfleger und Restaurator
- Trudi Roth (1930–2016), Schweizer Schauspielerin

### U
- Uli Roth (* 1962), deutscher Handballspieler und Manager, siehe Ulrich Roth
- Uli Jon Roth (* 1954), deutscher Rock-Gitarrist
- Ulli Roth (* 1966), deutscher römisch-katholischer Theologe
- Urs Roth (1960–2018), Schweizer Versicherungsmanager
- Ursula Roth (* 1967), deutsche evangelische Theologin

### V
- Vanessa Roth, US-amerikanische Dokumentarfilmerin
- Veronica Roth (* 1988), US-amerikanische Schriftstellerin
- Viktor Roth (Historiker) (1874–1936), siebenbürgischer Kunsthistoriker
- Viktor Roth, eigentlicher Name von iBlali (* 1992), deutscher Webvideoproduzent
- Volker Roth (1942–2025), deutscher Fußballschiedsrichter
- Volker Michael Roth (1944–2008), deutscher Bildhauer

### W
- Walter Roth (Fabrikant) (1885–1934), Schweizer Uhrenfabrikant
- Walter Roth (Ingenieur) (1889–1967), Schweizer Ingenieur
- Walter Roth (Senator) (1922–1994), deutscher Gewerkschafter
- Walter Roth (Bildhauer) (Walti; * 1952), Schweizer Bildhauer
- Walter Roth (Schauspieler) (* 1959), deutscher Schauspieler und Verleger
- Walter Edmund Roth (1861–1933), britischer Anthropologe und Arzt
- Walther Roth (1873–1950), deutscher Chemiker
- Werner Roth (Comicautor) (1921–1973), US-amerikanischer Comicautor
- Werner Roth (Mediziner) (1922–2015), Schweizer Bakteriologe
- Werner Roth (Fußballspieler, 1925) (1925–2011), deutscher Fußballspieler und -trainer
- Werner Roth (Ingenieur) (1929–2004), deutscher Ingenieur und Hochschullehrer
- Werner Roth (Fußballspieler, April 1948) (* 1948), US-amerikanischer Fußballspieler
- Werner Roth (Fußballspieler, Juni 1948) (* 1948), deutscher Fußballspieler
- Werner Roth (Musikproduzent) (* 1957), deutscher Tonmeister und Schlagzeuger
- Werner Roth-Bianchi (1933–2022), Schweizer Verleger und Herausgeber
- Wilhelm von Roth (General, I) (?–1747), österreichischer Feldmarschalleutnant
- Wilhelm Roth (Mediziner) (1848–1919), ungarischer HNO-Arzt
- Wilhelm von Roth (General, 1849) (1849–1919), preußischer Generalleutnant
- Wilhelm Roth (Maler) (1870–1948), deutscher Maler
- Wilhelm Roth (Landrat) (1872–1951), deutscher Landrat
- Wilhelm Roth (Filmkritiker) (1937–2023), deutscher Filmwissenschaftler, Kritiker und Redakteur
- Wilhelm August Roth (1833–1892), deutscher Militärhygieniker und Generalarzt
- Wilhelm August Traugott Roth (1720–1765), deutscher Organist und Komponist
- Willi Roth (Fußballspieler) (* 1927), deutscher Fußballspieler
- Willi Roth (Boxer) (* 1929), deutscher Boxer
- William M. Roth (1916–2014), US-amerikanischer Geschäftsmann und Politiker
- William V. Roth (1921–2003), US-amerikanischer Politiker
- Willibald Roth (1909–1972), deutscher Violinist
- Willy Roth (Architekt) (vor 1898–1959), Schweizer Architekt
- Willy Roth (Skisportler) (1916–nach 1993), Schweizer Skilangläufer und Bekleidungsfabrikant
- Wolf Roth (* 1944), deutscher Schauspieler
- Wolf-Dieter Roth (* 1963), deutscher Journalist und Autor
- Wolfgang Roth (Glockengießer), deutscher Glockengießer
- Wolfgang Roth (Bühnenbildner) (1910–1988), deutschamerikanischer Bühnenbildner und Musiker
- Wolfgang Roth (Romanist) (1934–2012), deutscher Romanist
- Wolfgang Roth (Psychologe) (* 1939), deutscher Psychologe
- Wolfgang Roth (Politiker, 1941) (1941–2021), deutscher Manager und Politiker (SPD), MdB
- Wolfgang Roth (Politiker, 1949) (* 1949), deutscher Politiker (SPD), MdL Nordrhein-Westfalen
- Wolfgang Roth (Moderator) (1954–2021), deutscher Hörfunkmoderator
- Wolfgang Richard Roth (1930–1997), deutscher Chemiker
- Wulf-Henning Roth (* 1945), deutscher Rechtswissenschaftler

### Z
- Zeno Roth (1956–2018), deutscher Gitarrist und Songwriter